# آبراهه دو میدی
آبراهه یا کانال دو میدی (به فرانسوی: Canal du Midi; تلفظ فرانسوی: [kanal dy midi] ; اکسیتان: Canal del Miègjorn [ka'nal del mjɛdˈd͡ʒuɾ]) یک کانال طولانی به درازای ۲۴۰ کیلومتر (۱۵۰ مایل) در جنوب فرانسه (فرانسوی: le Midi‎)است. این آبراهه در ابتدا کانال سلطنتی در لانگداک (فرانسوی: Canal royal en Languedoc) نام داشت که توسط انقلابیون فرانسه در سال ۱۷۸۹ به کانال دو میدی تغییر نام داد. این آبراهه یکی از بزرگ‌ترین کارهای ساختمانی قرن هفدهم به حساب می‌آید.
این آبراهه رودخانه گارون را به برکه تاو (Étang de Thau) در دریای مدیترانه متصل می‌کند و همراه با کانال گارون به طول ۱۹۳-کیلومتر (۱۲۰-مایل) , کانال دوکس-مرس را تشکیل می‌دهد و اقیانوس اطلس را به دریای مدیترانه متصل می‌کند.
به بیان دقیق، «کانال دو میدی» به بخشی که ابتدا از تولوز تا مدیترانه ساخته شد اشاره دارد - هدف پروژه کانال دوکس-مرس اتصال چندین بخش از آبراه‌های قابل کشتیرانی برای پیوستن دریای مدیترانه به اقیانوس اطلس است: ابتدا آبراهه دو میدی، سپس گارون که کم و بیش بین تولوز و بوردو قابل کشتیرانی بود، سپس آبراهه جانبی گارون که بعداً ساخته شد، و در نهایت مصب ژیرون پس از بوردو.
ژان باپتیست کولبر با فرمان سلطنتی در اکتبر ۱۶۶۶، با هدف توسعه تجارت گندم، تحت نظارت پیر پل ریکه، مجوز شروع کار این آبراهه را صادر کرد و ساخت و ساز آن از ۱۶۶۶ تا ۱۶۸۱ در زمان سلطنت لویی چهاردهم به طول انجامید. آبراهه دو میدی یکی از قدیمی‌ترین کانال‌های اروپا است که هنوز در حال کار است (نمونه اولیه آن کانال Briare است).
آبراهه دو میدی در سال ۱۹۹۶ به‌عنوان میراث جهانی یونسکو ثبت شد، زیرا مهندسی و طراحی هنری برجسته‌ای دارد، و در سال ۲۰۱۶ به‌عنوان یک بنای تاریخی بین‌المللی مهندسی عمران تعیین شد.

### موقعیت و مشخصات آبراهه

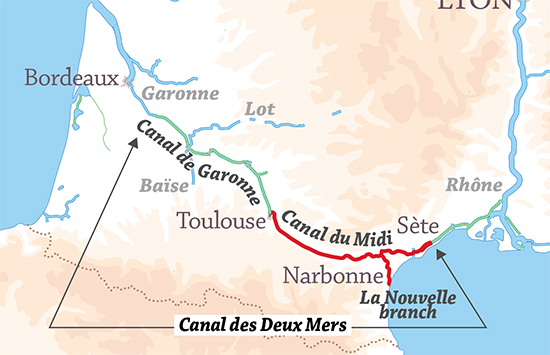
موقعیت آبراهه دو میدی و شاخه آن به پورت لا نوول، بخشی از مسیر کانال دو مرس از دریای مدیترانه تا اقیانوس اطلس

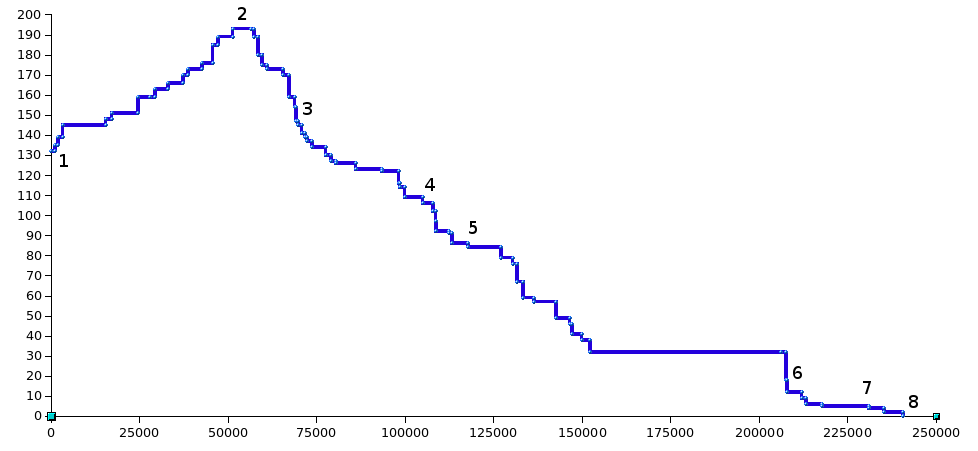
نمایه آبراهه دو میدی (فاصله‌ها بر حسب متر از ۰ در تولوز شروع می‌شود و ارتفاع بر حسب متر از سطح دریا)